# Moreland Motor Truck Company

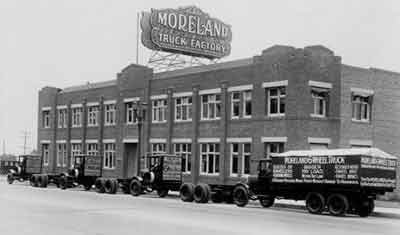
Moreland-Werk in Burbank, 1927

Moreland-Lkw mit Doppelachsen und Vollgummibereifung bei der Forstarbeit (1927)

Die Moreland Motor Truck Company war ein US-amerikanischer Kraftfahrzeughersteller.

## Beschreibung
Watt Moreland, der vorher für die Durocar Manufacturing Company tätig war, gründete 1909 die Moreland Motor Car Company. Das Unternehmen wurde auf Betreiben lokaler Unternehmer in Burbank (Kalifornien) angesiedelt. Zunächst entstanden einige wenige Personenkraftwagen. Schon bald, etwa 1911, wurde der Schwerpunkt auf Nutzfahrzeuge gelegt. Zu dieser Zeit war dann schon die neue Firmierung gültig. Die Marke war ein Pionier von Lastkraftwagen mit Doppelachsen, der Leichtbauweise im Nutzfahrzeugbereich und des Dieselantriebs.
Die ersten Moreland-Lkw waren mit einem Gesamtgewicht von 1½, 3, 3½ oder 5 tons erhältlich. Die Kraftübertragung erfolgte bei den kleineren Modellen mit Kardanwelle, bei den größeren wie üblich mit Antriebsketten. Moreland kaufte die Motoren von externen Zulieferern, vor allem Hercules und Continental. Getriebe kamen üblicherweise von Brown-Lipe, die Elektrik von Dixie oder Auto-Lite und Vergaser von Miller oder Dixi.
1924 ergänzte eine Version mit 6 tons das Angebot nach oben und Moreland stellte einen Doppeldeckerbus mit Doppelachse für 60 Passagiere auf die Räder. Der Antrieb erfolgte durch einen Sechszylindermotor von Continental auf beide hinteren Achsen. Das Fahrzeug hatte sowohl hydraulische Bremsen von Lockheed wie Luftdruckbremsen von Westinghouse. Es war für einen rentablen Busbetrieb jedoch zu teuer und ging nicht in Serie.
Mit dem TX6 erschien im folgenden Jahr ein größerer Lkw mit einem Continental-Sechszylindel Modell 14H und einer Doppelachse eigener Konstruktion. Moreland war damit praktisch zeitgleich mit einem kalifornischen Mitbewerber, Fageol als erster auf dem Markt. Einige Modelle erhielten Motoren von Waukesha. Mit dem Ace erschien ein Zweiachser mit 1,7 tons. Ebenfalls zwei Achsen hatte der deutlich schwerere Californian mit einem Leergewicht von 4 tons und einer Zuladung von 3 tons. Das für die Zeit günstige Leistungsgewicht wurde durch konsequente Leichtbauweise ermöglicht.
Moreland war Ende der 1920er Jahre der größte Nutzfahrzeughersteller im Westen der USA. Das beste Jahr des Unternehmens war 1929. Das Unternehmen lieferte annähernd 1000 Lkw, Omnibusse und Anhänger aus und unterhielt in Kalifornien neben dem Hauptsitz in Burbank das Unternehmen Niederlassungen in Los Angeles, San Diego, Bakersfield, Stockton, Oakland, Santa Ana, El Centro, Fresno, Sacramento und San Francisco. Weitere gab es in Portland (Oregon), Spokane (Washington), Salt Lake City (Utah) und Seattle (Washington). Die großen Moreland-Modelle erhielten Doppelachsen eigener Konstruktion; für kleinere Modelle wie den Road Runner RR wurden sie von Timken zugekauft. Die Road Runner Baureihe umfasste Zweiachser mit 2-5 tons und Road Preserver Dreiachser mit 5-6 tons oder 10 tons.
Das Programm für 1929 umfasste:
- Road Runner RR (Zweiachser, 2 tons, Motor Continental Six Red Seal)
- Road Runner BX (Zweiachser, 2-2½ tons, Motor Continental Six Red Seal)
- Road Runner EXX (Zweiachser, 2½-3½ tons)
- Road Runner AXX (Zweiachser, 3½-5 tons)
- Road Preserver SX (Dreiachser, 5-6 tons)
- Road Preserver TX (Dreiachser, 10 tons)

Dank der Doppelachsen wurden Lastwagen für den Einsatz in der Forstwirtschaft eine Spezialität. So erhielt das Forstamt von Los Angeles (LA Division of Forestry) 1930 einen Moreland 3-Tonner und rüstete ihn selber zu einem Feuerwehrfahrzeug zur Bekämpfung von Buschbränden aus. In den folgenden Jahren ging die Produktion deutlich zurück. Moreland verlegte sich zunehmend auf den Anhänger- und Karosseriebau und entwickelte ein Kühlfahrzeug. 1931 wurde mit Fageol über eine Fusion verhandelt die jedoch nicht zustande kam. Das Unternehmen produzierte schließlich mehr oder weniger auf Bestellung. Durch den Ausbruch des Zweiten Weltkriegs wurde es zunehmend schwieriger, notwendige Materialien zu erhalten. Die Lkw-Herstellung endete deshalb 1941. Im Moreland-Werk montierte die Vega Aircraft Corporation mehrere Tausend Kampfflugzeuge und Bomber. Moreland selber bestand als Ersatzteillieferant bis 1949.

## Modelle (Auswahl)
- 19C (Zweiachser, 2½ tons, Motor Continental E4 Vierzylinder mit 5,6 Liter Hubraum, ab ca. 1919)[4]
- TX6 (Dreiachser, 6 und 10 tons; ab 1925)[3]
- Ace (Zweiachser, 1.72 tons, Motor Continental)[3]
- Californian (Zweiachser, 7 tons, Motor Hercules)[3]
- Road Runner (Baureihe)[1]
- Road Preserver[1]
- WS6[1]

## Personenkraftwagen
1909, 1912, 1916, 1917 und 1924 wurden einige Pkw hergestellt. So sind für 1912 sechs Pkw überliefert. Das Modell von 1916 blieb ein Prototyp mit einer besonderen Kraftübertragung. 1917 waren in Kalifornien vier Pkw von Moreland registriert. Für 1924 war eine luxuriös ausgestattete Limousine angekündigt, die ebenfalls ein Prototyp blieb.